# 노가타시
노가타시(일본어: 直方市)는 일본 후쿠오카현 북부에 있는 시이다. 이전에는 구라테군이었다.
지쿠호 지방에 속하는 지자체 중 하나로 조쿠안 지구의 중심 도시이다. 이즈카시, 다가와시와 함께 지쿠호 삼도(筑豊三都)로 거론된다. 한편으로는 기타큐슈 도시권에 속해 있어 기타큐슈시로 통근·통학하는 사람들도 많다.
매년 4월에 "노가타 튤립 페어"를 개최하는 등 '꽃'을 테마로 한 마을 만들기가 활발히 진행되고 있다.

## 지리
후쿠오카현 북부 지쿠호 지방의 북단부에 위치한다. 기타큐슈시 중심부에서 남서쪽으로 약 30km, 후쿠오카시에서 북동쪽으로 약 50km 거리에 있다.
중심부는 평야 지형으로 지쿠호 평야의 거의 중앙에 해당하고 히코산강, 이누나키강이 모인 온가강이 흐른다. 온가강과 JR 지쿠호 본선(후쿠호쿠유타카선) 사이에 끼어 있는 지역을 중심으로 시가지가 형성되어 있다. 동부와 서부는 주택 지대, 남부는 공업 지대, 북부는 농촌 지대를 중심으로 형성되어 있다.
동부에는 후쿠치 산지가 남북으로 솟아 있고 주봉우리인 후쿠치산(900.8m)을 중심으로 다카토리산 등 평균 해발 600m급의 산들이 늘어서 있다. 서부에도 300m급의 산이 몇 개 있고 무쓰가다케를 중심으로 작은 산지를 형성하고 있다.

## 인접하는 자치체
- 기타큐슈시(야하타니시구·고쿠라미나미구)
- 미야와카시
- 이즈카시
- 구라테군 구라테정, 고타케정
- 다가와군 후쿠치정

## 역사
에도 시대에는 지쿠젠국에 속했고 나가사키 가도를 따라 성시가 형성되었다. 노가타번에 속하기도 했으나 후계자가 없어 폐번되면서 후쿠오카번의 영지가 되었다.
근대에는 지쿠호에서 석탄이 발견되어 메이지 시대부터 1950년대까지 석탄 산업으로 번창하였다. 에너지 혁명으로 석탄 산업은 쇠약해졌지만 노가타시에는 대규모 탄광이 적고 인구에 비해 탄광 노동자가 많지 않아 지쿠호의 다른 시정촌에 비하면 영향은 작았다. 폐광 후에는 시내에 공업단지가 조성되어 제조업 진출이 적극적으로 진행되었고 산업 구조의 전환이 진행되었다. 최근에는 노가타 주변에서 자동차 산업의 집적이 진행되어 관련 기업의 진출이 기대되고 있다.
석탄 산업의 발전과 함께 석탄을 수송하기 위해 철도망이 정비되었고 노가타역 구내에는 정차장과 기관구가 놓여 다수의 철도 직원이 근무해 노가타시는 철도망의 중추로 번창하였다. 현재는 규모가 축소되었지만 규슈 여객철도의 차량 기지가 노가타시에 설치되어 있다.
- 1889년 4월 1일 - 정촌제 시행으로 구라테군 노가타정이 성립하였다.
- 1926년 11월 1일 - 노가타정과 4개 촌이 대등 합병해 새로운 노가타정이 되었다.
- 1931년 1월 1일 - 노가타정이 시로 승격해 노가타시가 되었다.
- 1955년 3월 31일 - 우에키정을 편입하였다.

## 교통

### 철도
- 규슈 여객철도 지쿠호 본선
- 지쿠호 전기 철도 지쿠호 전기 철도선
- 헤이세이 지쿠호 철도 이타선

### 도로
- 국도 200호선
- 국도 211호선